# Young’s End
Young’s End – przysiółek w Anglii, w hrabstwie Essex, w dystrykcie Braintree. Leży 13 km na północ od miasta Chelmsford i 59 km na północny wschód od Londynu.